# Josef Kaněra
Josef Kaněra, též Josef Kaněra von Tynbrugg nebo rytíř Josef Kaněra (6. března 1854 Horní Radechová – 1. října 1914 Vídeň), byl rakousko-uherský, respektive předlitavský (český) státní úředník a politik, v letech 1908–1909 ministr kultu a vyučování.

## Biografie
Studoval právo na Karlo-Ferdinandově univerzitě v Praze. V roce 1877 nastoupil na místodržitelství v Praze. Od roku 1880 byl úředníkem ministerstva kultu a vyučování. V roce 1897 se stal ministerským radou, roku 1901 sekčním šéfem. V roce 1907 byl povýšen do šlechtického stavu.
Vrchol jeho politické kariéry nastal, když se za vlády Richarda Bienertha stal ministrem kultu a vyučování coby pověřený provizorní správce rezortu. Funkci zastával v období 15. listopadu 1908 – 10. února 1909.
Po odchodu z vlády nastoupil opět na ministerstvo jako vysoký úředník a vedl zde odbor středního školství.